# アウト・オブ・ジ・アフタヌーン
『アウト・オブ・ジ・アフタヌーン』（Out of the Afternoon）は、アメリカ合衆国のジャズ・ドラマー、ロイ・ヘインズが1962年にインパルス!レコードから発表したスタジオ・アルバム。

## 解説
ヘインズはジャズ・クラブ「ファイヴ・スポット」において、対バンとして出演していたローランド・カークとジャム・セッションを行い、それに感銘を受けて、インパルス!のプロデューサーであるボブ・シールに本作の企画を持ちかけた。なお、ヘインズは本作の録音に先立つ1962年4月、カークのリーダー・アルバム『ドミノ』の録音に参加している。
「スナップ・クラックル」のイントロで「ロイ!」「ヘインズ!」と叫んでいるのはトミー・フラナガンで、当初はカークに叫ばせる案もあったという。「スナップ・クラックル」と「フライ・ミー・トゥ・ザ・ムーン」は、45回転シングル用に編集されたヴァージョンも存在する。
スティーヴン・マクドナルドはオールミュージックにおいて5点満点中4.5点を付け「ミュージシャン全員が物凄い仕事をして、編曲と演奏の両方のテクニックを小気味よくミックスさせた」と評している。

## 収録曲
特記なき楽曲はロイ・ヘインズ作。
1. ムーン・レイ - "Moon Ray" (Artie Shaw, Paul Madison, Arthur Quenzer) - 6:42
2. フライ・ミー・トゥ・ザ・ムーン - "Fly Me to the Moon" (Bart Howard) - 6:40
3. ラウール - "Raoul" - 6:02
4. スナップ・クラックル - "Snap Crackle" - 4:13
5. イフ・アイ・シュッド・ルーズ・ユー - "If I Should Lose You" (Leo Robin, Ralph Rainger) - 5:50
6. ロング・ウォーフ - "Long Wharf" - 4:43
7. サム・アザー・スプリング - "Some Other Spring" (Irene Kitchings, Arthur Herzog Jr.) - 3:29

## 参加ミュージシャン
- ロイ・ヘインズ - ドラムス
- ローランド・カーク - テナー・サクソフォーン、マンツェロ、ストリッチ、C・フルート、ノーズ・フルート
- トミー・フラナガン - ピアノ
- ヘンリー・グライムス - ベース